# Hrușiv, Iavoriv
Hrușiv (în ucraineană Грушів) este un sat în comuna Drohomîșl din raionul Iavoriv, regiunea Liov, Ucraina.

## Demografie
Componența lingvistică a localității Hrușiv
     Ucraineană (99,35%)
     Alte limbi (0,65%)
Conform recensământului din 2001, majoritatea populației localității Hrușiv era vorbitoare de ucraineană (99,35%), existând în minoritate și vorbitori de alte limbi.